# Посидипп
Посидипп из Пеллы (др.-греч. Ποσείδιππος ὁ Πελλαῖος; 310 до н. э. — 240 до н. э.) — древнегреческий поэт, орфик.
Посидипп родился в столице Македонского царства — городе Пелла. Прежде чем стать приближенным Птолемея I, а затем и Птолемея II в Александрии, жил некоторое время на Самосе. Его друзьями были такие поэты как Асклепиад Самосский и Гедил. 23 его поэмы включены в Греческую антологию, а некоторые другие цитирует Афиней в своем сочинении «Пирующие мудрецы».
До 2001 года считалось, что единственные темы, которые затрагивал Посидипп — это выпивка и любовь. Однако в ходе недавних раскопок был найден саркофаг с «Миланским Папирусом», который датируется приблизительно 180 годом до н. э. и который содержит 112 стихотворений. Авторство двух из них с большой долей уверенности приписывается Посидиппу, и речь в них идёт о быте династии Птолемеев, о драгоценных камнях и предсказаниях. Многие учёные склонны приписывать Посидиппу авторство и других поэм «Миланского Папируса».